# Réservoir largable
Pour les articles homonymes, voir Réservoir.
Un réservoir largable (en anglais : « drop tank », dans le langage aéronautique, entre pilotes, ils nomment ce réservoir "baby" pour raccourcir le nom) est, en aéronautique, un réservoir auxiliaire de carburant ancré sous les ailes ou le ventre d'un avion ou d'un appareil volant comme une fusée. Le but de ce réservoir est d'accroître la distance franchissable.
Il peut être largué en vol, après son utilisation ou avant d'engager un combat aérien pour alléger l'appareil et lui rendre son efficacité aérodynamique (les réservoirs génèrent une forte traînée). Si les avions de chasse ont généralement une vitesse maximale inférieure à Mach 1 avec les réservoirs extérieurs, il existe certains modèles de réservoirs, dits « supersoniques », qui permettent à l'avion de pouvoir voler en supersonique même avec les réservoirs accrochés sous les ailes. Ils sont cependant d'une capacité généralement moindre que les modèles classiques, et leur masse pénalise quand-même fortement l'avion pour la réalisation de manœuvres violentes pendant un combat aérien. Ils sont donc aussi largués avant une phase de combat.

## Constructeurs
- France : Aresia (ex-Sicam), de Witry-lès-Reims[1]

## Recyclage
Les réservoirs largables d'avion les plus grands, utilisés durant la seconde guerre mondiale, ont parfois connu des recyclages surprenants dus à la créativité des mécaniciens d'aviation.
Avec leur profilage étudié pour les vitesses d'environ 400 km/h, ils ont servi de carrosserie à des voitures de course bricolées autour d'éléments mécaniques de Ford T, Ford A ou Ford V8, pour des courses sur les lacs salés américains comme le fameux Bonneville salt flats situé dans l'Utah. Ces engins qu'on peut rattacher au mouvement du hot-rodding avaient leur catégorie dédiée, les "belly tank racers" ou "Lakesters"
D'autres ont été reconvertis en embarcations (canoés, canots motorisés ou voiliers) : On en voit notamment  dans le documentaire de Daniel Costelle  consacré aux bases aériennes en Corse 
Un centre de plongée archéologique en Corse a tenté d'utiliser un de ces "drop tanks" pour le repêchage de canons anciens... avec un succès mitigé, la pression de l'air comprimé (3 atmosphères à 30 m) ayant eu raison de la mince enveloppe d'aluminium à l'arrivée en surface.

## Galerie

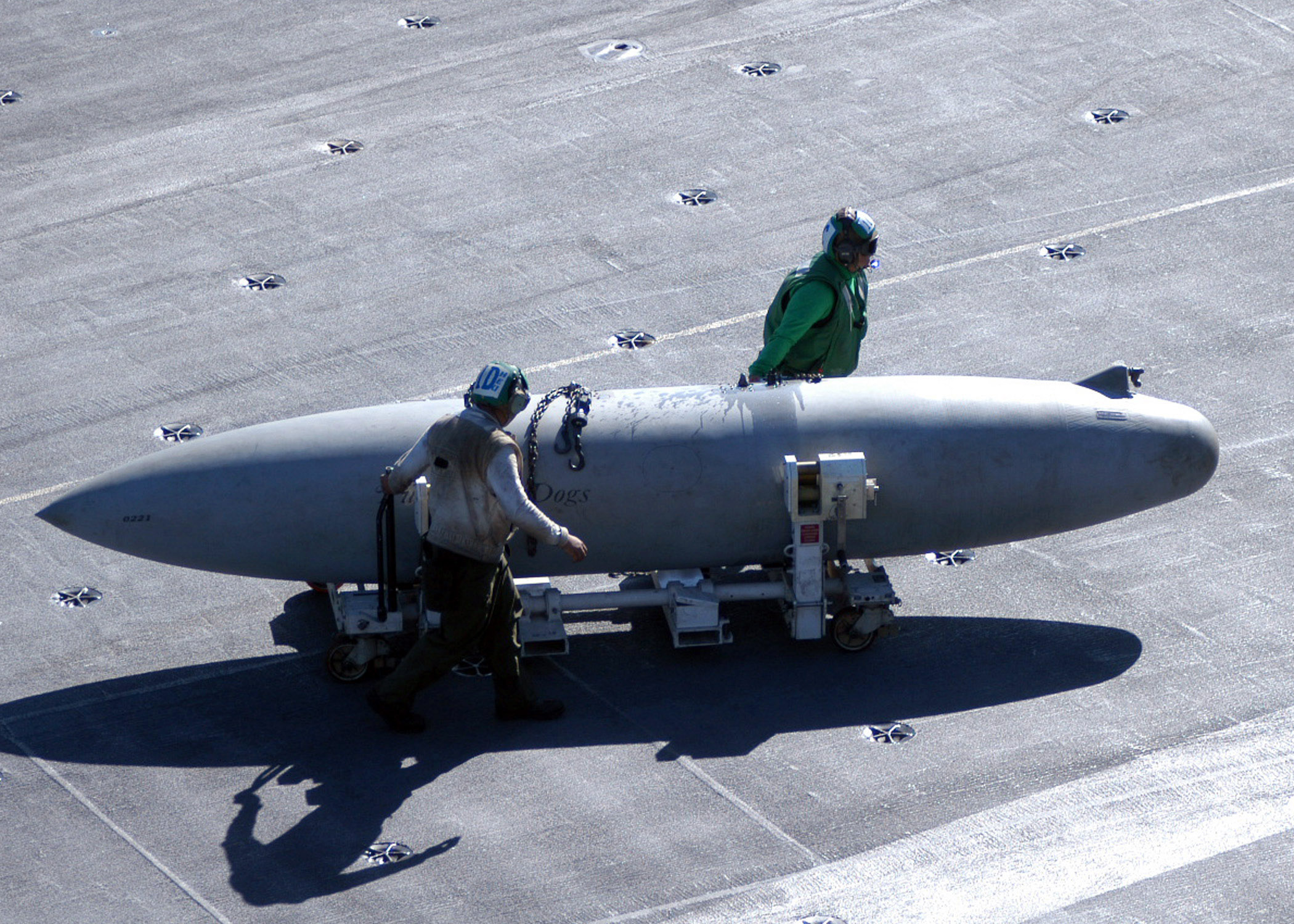
Réservoir largable américain
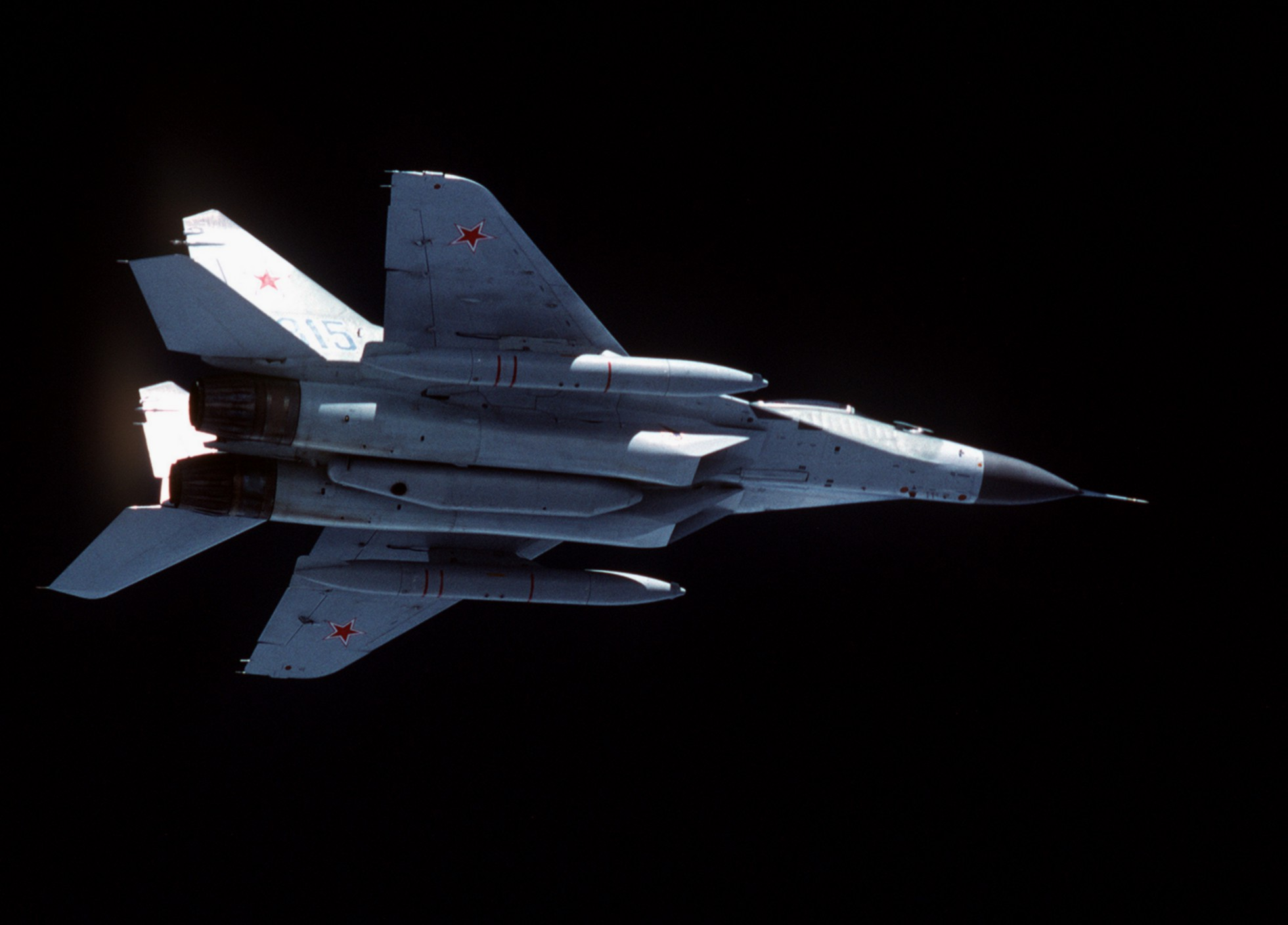
Mikoyan-Gourevitch MiG-29 avec deux réservoirs largables sous les ailes
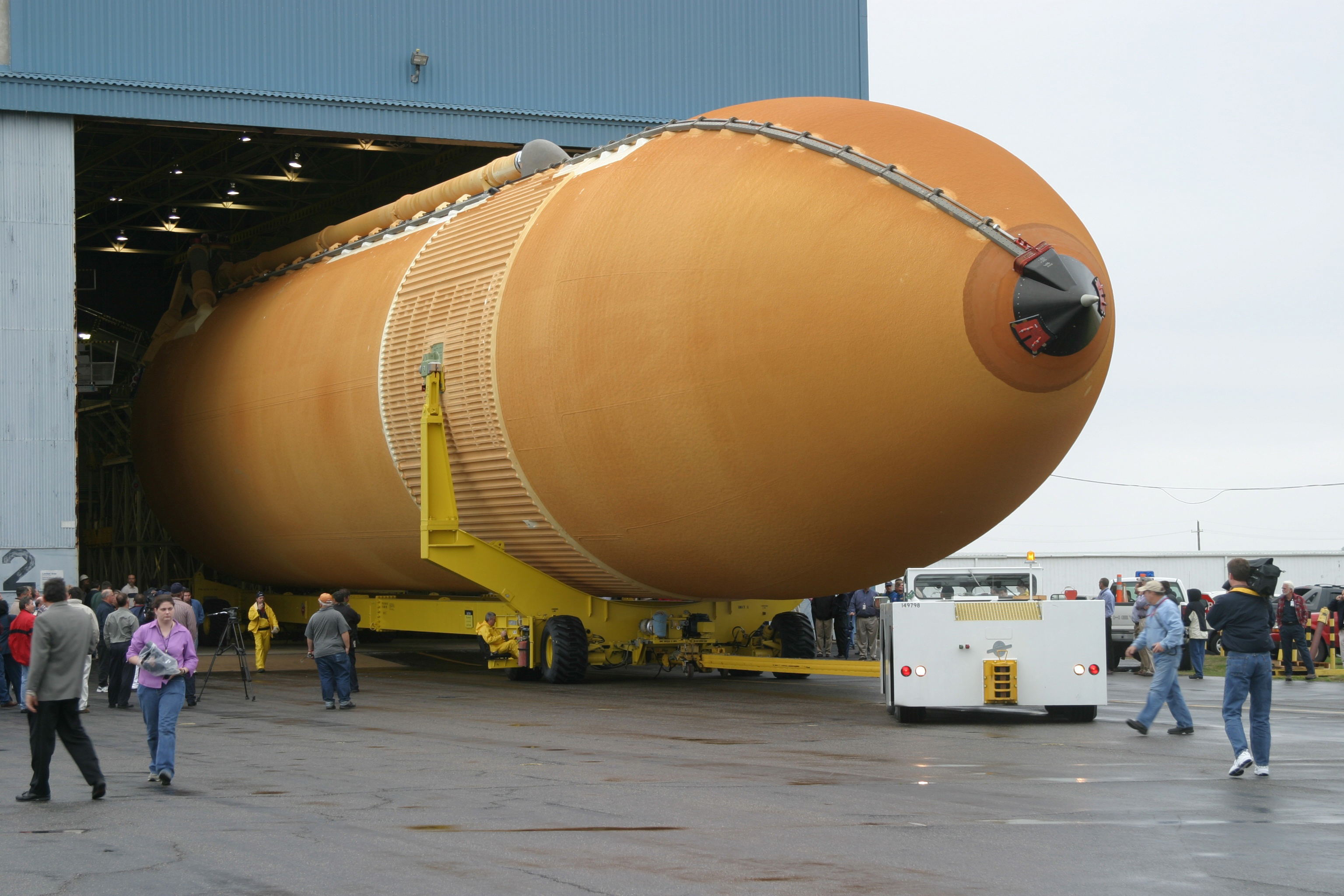
Réservoir externe de la navette spatiale américaine